# Noripterus
Noripterus (лат., от монг. nuur — озеро и др.-греч. πτερόν — крыло) — род птерозавров из семейства джунгариптерид, живших в раннемеловую эпоху. Ископаемые остатки найдены в формации Ляньмуцинь, в Джунгарской впадине (Синьцзян, Китай). Название впервые дал Ян Чжунцзянь в 1973 году. Другие окаменелости были найдены в свите Цагаан-Цав в Монголии.

## История изучения
Род Noripterus и вид Noripterus complicidens назвал и описал Ян Чжунцзянь в 1973 году по голотипу IVPP V.4062. Первые ископаемые остатки, относимые ко второму виду — единственная кость голени (PIN 3953) — изначально описала Наталья Бахурина как вид Dsungaripterus parvus. Открытие новых остатков, среди которых был почти полный череп (GIN 100/31), побудил Бахурину выделить D. parvus в отдельный род — «Phobetor», названный так в честь греческого бога кошмаров. Однако родовое название Phobetor оказалось занято младшим синонимом рыбы Gymnocanthus tricuspis — Phobetor tricuspis Krøyer, 1844. В 2009 году Люй и коллеги ещё раз изучили остатки джунгариптерид и обнаружили, что «Phobetor» практически неотличим от Noripterus, поэтому синонимизировали их.

## Описание

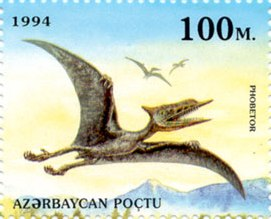
Почтовая марка Азербайджана

Голотип IVPP V.4062 представляет собой кости передней части черепа и нижних челюстей, позвонков, фрагментов конечностей и таза. Noripterus был очень похож на жившего в то же время джунгариптера, хотя, по оценкам, был на треть короче. Голотип имеет длинные узкие шейные позвонки, длинный гребень и лишён зубов в передней части нижней челюсти. Зубы, которые присутствуют, хорошо развиты и находятся на достаточном расстоянии друг от друга. Клюв заострён; он прямой, а не загнут кверху, чем отличается от джунгариптера. Причисление ископаемого материала «Phobetor» к Noripterus увеличивает размеры последнего, в том числе максимальный размах его крыльев до 4 метров.

## Палеобиология и экология
Считается, что Noripterus и джунгариптер были приспособлены к питанию рыбой и моллюсками. Их длинные узкие беззубые клювы идеальны для вылавливания из воды добычи, а находящимися глубоко в пасти зубами они разгрызали раковины и панцири. Черепа этих животных, как и позвонки и конечности, были крепче, чем у других птерозавров.
Фоссилии Noripterus найдены в тех же стартиграфических горизонтах, что и более крупный джунгариптер — в формациях, которые указывают на наличие в прошлом крупных внутренних озёрных систем. Поскольку Noripterus имел менее крепкий череп с более слабыми и тонкими зубами, чем его сосед, вполне вероятно, что эти птерозавры занимали разные экологические ниши: джунгариптер охотился на мелководье и поедал в основном моллюсков и ракообразных, в то время как Noripterus кормился рыбой на глубоководных участках озёр.

## Систематика
Noripterus относят к семейству джунгариптерид из-за сходства с родом джунгариптер.
По данным сайта Paleobiology Database, на март 2021 года в род включают 2 вымерших вида:
- Noripterus complicidens Young, 1973
- Noripterus parvus (Bakhurina, 1982) [syn. Dsungaripterus parvus Bakhurina, 1982, Phobetor parvus Bakhurina, 1982]